# Муниципальное образование «Корсукское»
Муниципальное образование «Корсукское» — муниципальное образование со статусом сельского поселения в 
Эхирит-Булагатском районе Иркутской области России. Административный центр — поселок Корсук.

## Демография
По результатам Всероссийской переписи населения 2010 года
численность населения муниципального образования составила 1104 человека, в том числе 540 мужчин и 564 женщины.

## Населенные пункты
В состав муниципального образования входят населенные пункты
- Корсук
- Гушит
- Ишины
- Ординск
- Сагарук
- Тотохон
- Шохтой[2]